# Osiedle Pogodna
Osiedle Pogodna – jedno z osiedli Lublina, leżące w jego wschodniej części. Formalnie od 2006 roku należy  do dzielnicy Bronowice, leży blisko Majdanu Tatarskiego. Granicę Osiedla Kolejarz wyznaczają mniej więcej: od zachodu  ul. Plagego i Laśkiewicza, od południa ul. Pogodna, od wschodu ul. Grabskiego i od północy al. Witosa.
Osiedle ma głównie mieszkalny charakter. Zostało wybudowane w latach 80. XX wieku według projektu Rity i Tadeusza Nowakowskich. Dominują w nim wysokie bloki, w zamierzeniu wybudowane dla kolejarzy (podobnie jak np. na osiedlu Kruczkowskiego czy Kolejarz), obecnie używane nie tylko przez nich. Stosunkowo blisko stąd do większych sklepów (Stokrotka, Makro, Obi) i targowiska. W rejonie ulicy Pogodnej powstały dodatkowo bloki mieszkalne, zaadaptowane z dawnego hotelu "Polonia". Na terenie osiedla znajdował się hotel "Pumis", a tuż przy jego granicach w 2014 otwarto miejski basen.